# Strategie 2030+
Strategie 2030+ je strategický dokument Ministerstva školství, mládeže a tělovýchovy pro rozvoj vzdělávání v České republice v období 2020–2030+. Dokument má stanoven 2 prioritní cíle: Zaměřit vzdělávání více na získávání kompetencí potřebných pro aktivní občanský, profesní i osobní život; Snížit nerovnosti v přístupu ke kvalitnímu vzdělávání a umožnit maximální rozvoj potenciálu dětí, žáků a studentů. Zároveň má vytyčeno 5 linií, kterými chce dosáhnout cíle.

## Strategie vzdělávací politiky do roku 2020
Strategie 2030+ volně navazuje na skončenou Strategii do roku 2020. Ta měla hlavní 3 priority, jakými chtěla změnit české školství k lepšímu.
1. Snižovat nerovnosti ve vzdělání
2. Podporovat kvalitní výuku a učitele jako její klíčový předpoklad
3. Odpovědně a efektivně řídit vzdělávací systém

## Příprava Strategie 2030+
V roce 2020 skončila Strategie vzdělávací politiky do roku 2020 a bylo tak nutné představit navazující dokument, který bude navazovat na již zmíněnou ukončenou strategii. MŠMT tak v roce 2018 zahájilo přípravu na vytvoření strategie nové.
V lednu 2019 Robert Plaga, ministr školství, mládeže a tělovýchovy sestavil osmičlenný tým pod vedením Arnošta Veselého. Úkolem skupiny bylo vytvoření dokumentu Hlavní směry vzdělávací politiky České republiky 2030+.  Ten měl jasně definovat cíle a priority vzdělávacího systému po roce 2030. Dokument byl představen v listopadu 2019 na konferenci HSVP2030+.
Po dokončení dokumentu Hlavní směry vzdělávací politiky České republiky 2030+ byla zahájená práce na vytváření jednotlivých opatření, které vedou k naplnění vytyčených cílů a priorit. Byly svolány série diskusí s odbornou i širokou veřejností, tak aby měli experti co největší reakci od zainteresovaných aktérů.
Dne 19. 10. 2020 byla Strategie 2030+ schválena Vládou České republiky.

## Strategické linie

#### Strategická linie 1: Proměna obsahu, způsobu a hodnocení vzdělání
1.      Proměna obsahu, metod a forem vzdělávání
2.      Inovace ve vzdělání
3.      Hodnocení ve vzdělání
4.      Digitální vzdělávání
5.      Občanské vzdělávání
6.      Bezpečné prostředí ve školách, rozvoj participace a autonomie
7.      Odborné vzdělávání ve středních a vyšších odborných školách
8.      Neformální vzdělávání a celoživotní učení

#### Strategická linie 2: Rovný přístup ke kvalitnímu vzdělávání
1.      Omezení vnější diferenciace školství
2.      Disparity a segregace
3.      Case management a meziresortní spolupráce

#### Strategická linie 3: Podpora pedagogických pracovníků
1.      Systém komplexní profesní přípravy a podpory
2.      Podpora pedagogické práce škol

#### Strategická linie 4: Zvýšení odborných kapacit, důvěry a vzájemné spolupráce
1.      Koncentrace odborných kapacit
2.      Lepší využití dat a zvýšení relevance a kvality vzdělávacího výzkumu
3.      Snižování nepedagogické zátěže škol
4.      Posílení informovanosti, komunikace a spolupráce

#### Strategická linie 5: Zvýšení financování a zajištění jeho stability
1.      Zajištění financování v rámci jednotlivých strategických linií